# Química forense

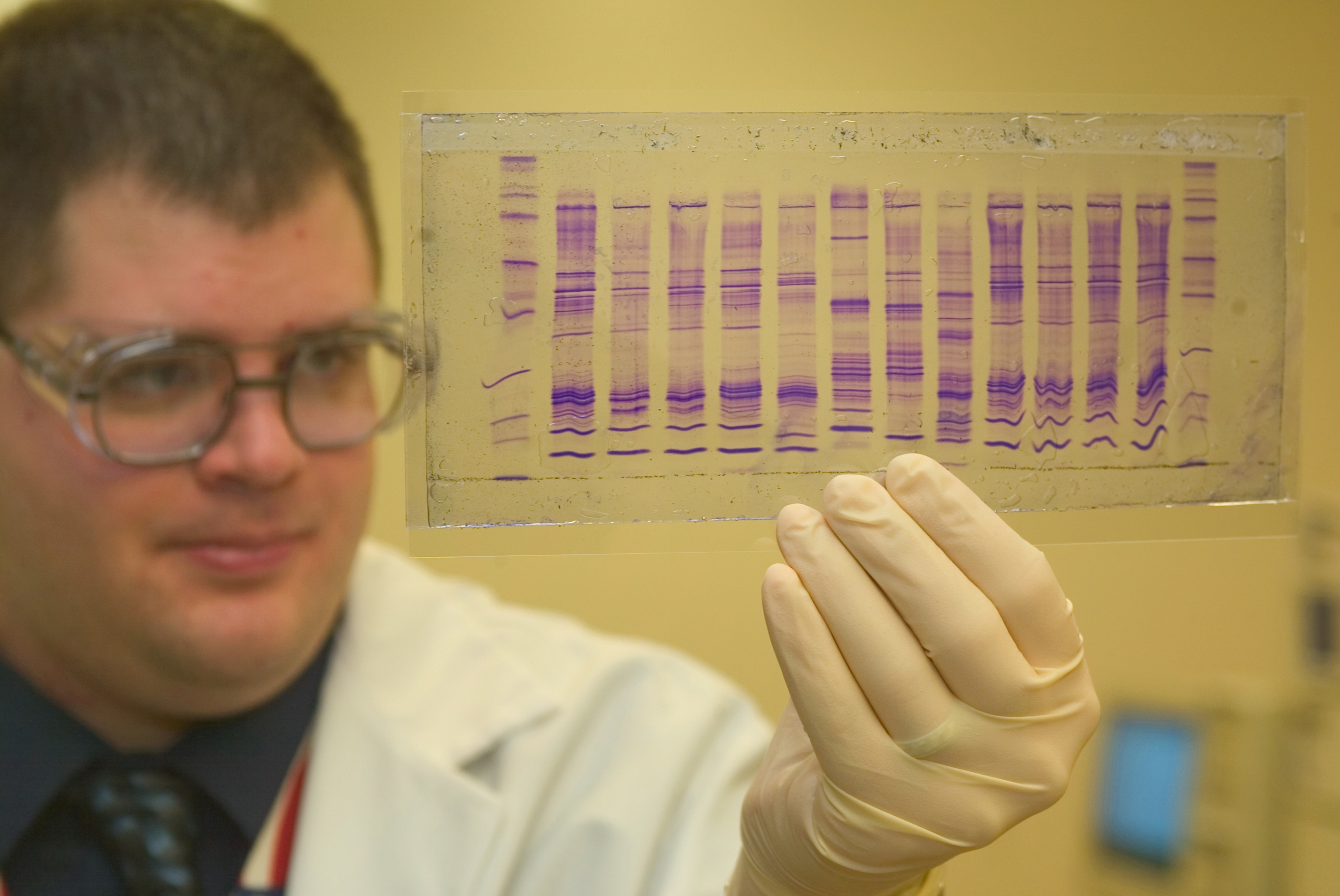
Químic interpretant resultats d'un estudi d'ADN.

La química forense és la branca de la química i la toxicologia aplicada al camp legal o judicial, que estudia les interaccions entre compostos de naturalesa orgànica i inorgànica existents en l'escena d'un crim com a pigments, trossos de tela, vidre, restes d'objectes d'art, pólvora, sang i teixits, entre d'altres, i té com a objectiu el contribuir des del punt de vista científic a l'esclariment o resolució de fets delictius.Es tracta d'un ram singular de les ciències químiques pel fet que la seva pràctica i investigació científica han de connectar dues àrees ben diferents, la científica (química i biologia) i la humanística (sociologia, psicologia, dret).

## Història

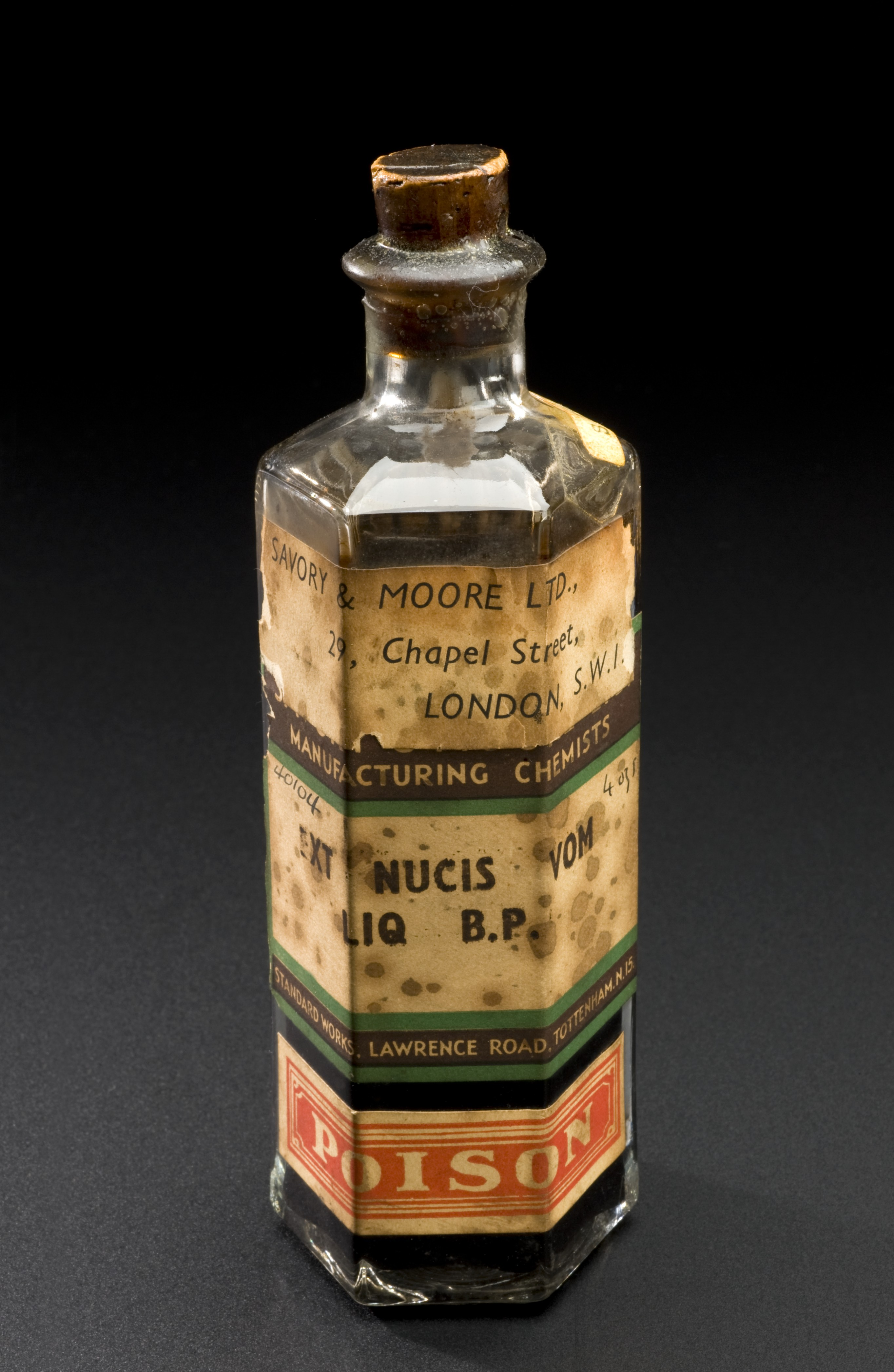
Una ampolla d'estricnina de l'apotecari d'antany

La investigació química de crims és molt antiga, sent n fet conegut en relats antics que Democrit va ser probablement el primer "químic" en relatar els seus descobriments a un metge, concretament a Hipócrates. A la Roma antiga ja existien legislacions que prohibien l'ús de tòxics el 82 aC.. La forma més usual de cometre assassinats o suïcidis era mitjançant l'ús de substàncies tòxiques, com el arsènic o amb veríns com el dels escorpins. Això es deu al fet que qualsevol substància pot ser perillosa, depenent només de la dosi administrada. Fins no fa molt aquest verins estaven a l'abast de totom, per exemple, lextracte d'estricnina es podia obtenir fàcilment a l'apotecari
El primer judici legal en utilitzar evidències químiques com a proves va tenir lloc el 1752, el cas Blandy. El 1836, el químic britànic James Marsh va  crear la prova Marsh per a la detecció d'arsènic, que es va utilitzar amb èxit en un judici d'assassinat. L'aplicació d'aquest sistema fou millorada el 1840 pel menorquí Mateu Orfila, el "pare de la toxicologia", en el judici de Marie Lafarge per l'assassinat del seu marit, quan el test Marsh mal aplicat, no revelava l'arsènic emprat. Orfila va fer grans avenços en el camp de la toxicologia durant el començament del segle xix. Pioner en el desenvolupament de la microscòpia forense, Orfila va contribuir a l'avanç d'aquest mètode per a la detecció de sang i semen. Orfila, fou el primer químic en classificar amb èxit diferents productes químics en categories com ara corrosius, narcòtics i astringents.
La química forense es va fer famosa a partir d'un crim, comès el 1850, al Castell de Bitremont a Bèlgica. La víctima, Gustave Fougnies, era el cunyat del comte Hippolyte Visart de Bocarmé. Aquest, per la seva banda, hauria extret oli de la planta del tabac i, juntament amb la comtessa, la germana de la víctima, hauria obligat a Gustave Fougnies a ingerir la substància.
La policia que va trobar evidencies de la preparació del verí en el laboratori del comte, necessitava proves més concretes per a constatar el fet de l'enverinament i va sol·licitar, l'ajuda del químic francès Jean Stas. Stas va aconseguir desenvolupar un mètode per a detectar la nicotina en els teixits del cadàver, fet que va portar a la condemna del comte per assassinat; sent executat a la guillotina, l'any següent.

## Anàlisis específiques

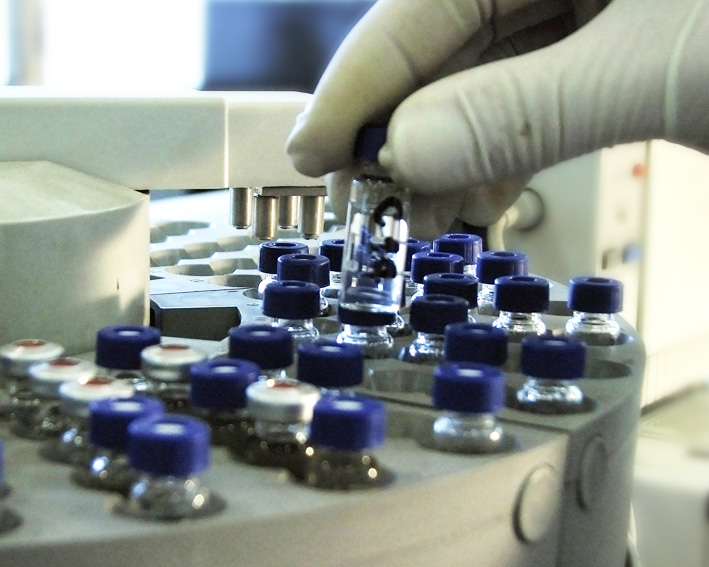
Treball amb mostres en un laboratori de química analítica.

### Residus de pólvora
En disparar una arma de foc s'originen gasos amb alt contingut de components que provenen dels cartutxos de les bales. En general, aquests compostos incinerats es dipositen en les peces de la víctima i a les mans i roba de qui va disparar. L'estudi d'aquests residus i de petites partícules utilitzant un microscopi electrònic de rastreig permet examinar les mostres recollides en l'escena del crim. Per als estudis de balística també s'utilitza l'anàlisi d'activació de neutrons, que consisteix en aplicar àcid nítric sobre la pell de la mà d'una persona sospitosa d'haver disparat. Amb l'aplicació d'aquesta tècnica es pot comprovar la presència de bari o antimoni en un individu sospitós d'haver manipulat una arma recentment.

### Anàlisi d'explosius
Depenent de la velocitat de la reacció química es pot determinar la classe d'explosiu que es va utilitzar en un atemptat, és a dir, és possible saber quines substàncies van ser emprades per generar una explosió coneixent la cinètica del procés. En el cas de TNT i dinamita, la reacció és summament ràpida mentre que altres explosius ho fa amb menor velocitat. D'altra banda, és factible la identificació a través dels residus que les substàncies explosives deixen en el lloc del fet submergint aquests en acetona o col·lectant els vapors amb una bomba de buit, per després determinar cada compost mitjançant cromatografia.

### Rastres de pintura
La realització de proves químiques en casos d'accidents de trànsit pot ajudar a determinar la responsabilitat en el fet analitzant evidències obtingudes en mostres de pintura, les quals possibiliten obtenir informació sobre la manufactura del vehicle i l'any de fabricació. A través de l'espectre d'absorció de la mostra i observant la composició en un fluorímetre es poden conèixer dades precises sobre el sinistre. També és possible realitzar una anàlisi de naturalesa òptica amb la finalitat de comparar les diverses capes de pintura que són agafades com a patrons referents, a fi i efecte de determinar les característiques dels pigments i solvents que la componen.

### Rastreig d'empremtes dactilars
Per a estudis d'aquest tipus s'utilitza carbó actiu finament dividit. Atès que els dits solen tenir una composició oliosa, aquests s'adhereixen als materials deixant una impressió sobre els mateixos. En aplicar el carbó actiu aquest s'enganxa als olis deixant veure l'empremta, d'aquesta forma, quan s'exposa el material a la llum ultraviolada la pols de carbó brilla revelant l'empremta.

### Estudis toxicològics
En el cas de consum de drogues, l'anàlisi toxicològic resulta fonamental ja sigui per establir conclusions vinculades amb l'abús perllongat d'estupefaents o amb una possible mort per sobredosi.
Si ben l'anàlisi de sang és el més difós per a determinar el que s'ha exposat, els valors propers al consum de certes drogues varien i fins i tot desapareixen sis hores després de la ingesta. En l'anàlisi d'orina, les traces de certes substàncies poden ser detectades fins a trenta-sis hores després de l'últim consum, encara que això varia depenent de la velocitat de diuresis de l'individu. Aquest tipus de paràmetres es compleix per a éssers vius però en el cas de cadàvers poden existir limitacions ocasionades per la putrefacció dels teixits. Els mètodes analítics permeten detectar, en el cervell, la quantitat de substàncies psico-tóxiques consumides a través dels efectes ocasionats per drogues com la cocaïna en els neurotransmisors.